# Кеннеди, Роберт Фрэнсис (младший)
Ро́берт Фрэ́нсис Ке́ннеди-мла́дший (англ. Robert Francis Kennedy Jr.; род. 17 января 1954, Вашингтон) — американский юрист, политик и деятель антипрививочного движения; Министр здравоохранения и социальных служб США с 13 февраля 2025 года во втором кабинете Дональда Трампа. Представитель семьи Кеннеди, сын Роберта Фрэнсиса Кеннеди и племянник 35-го президента США Джона Кеннеди.
В молодости Кеннеди работал юристом, специализирующимся на экологических проблемах, в частности, связанных с водными ресурсами и загрязнением вод; его деятельность на протяжении многих лет была связана с рекой Гудзон и организациями, ведущими борьбу за её защиту — Riverkeeper и позднее международной организацией Waterkeeper Alliance, которой Кеннеди руководил на протяжении многих лет; он также сотрудничал с рядом компаний в области возобновляемой энергетики. После 2005 года и особенно во времена пандемии COVID-19 Кеннеди стал одним из наиболее влиятельных деятелей антипрививочного движения, используя своё имя и репутацию для привлечения внимания к якобы исходящей от вакцин опасности — он утверждал, что вакцины вызывают аутизм, и распространял различные теории заговора, так или иначе связанные с вакцинами. Он также, подобно другим членам семейства Кеннеди, занимается политической деятельностью. Выдвигал свою кандидатуру на президентских выборах 2024 года. В ноябре 2024 года был выдвинут Дональдом Трампом на пост министра здравоохранения и социальных служб, 13 февраля 2025 года утверждён в этой должности Сенатом.

## Юность
Кеннеди родился в Вашингтоне, округ Колумбия, он третий из одиннадцати детей в семье сенатора Роберта Кеннеди-старшего (1925—1968) и Этель Кеннеди (1928—2024), в девичестве Скейкель. В 1963 году, на момент убийства дяди — президента Джона Фицджеральда Кеннеди — Роберту-младшему было 9 лет. О смерти дяди-президента им сообщила бабушка, мать Джона Кеннеди; Роберт-младший вспоминал, как плакал со своим отцом Робертом Кеннеди-старшим. В 1968 году, во время предвыборной кампании на тот же пост президента был убит и сам отец. 14-летний Роберт-младший выступал на похоронах отца на Арлингтонском национальном кладбище и зачитывал отрывок из его речи. После смерти отца Роберт имел неприятности дома и с законом, был арестован за бродяжничество и хранение марихуаны. В пятнадцать лет Кеннеди был исключён из школы Милбрук в штате Нью-Йорк за поведение и плохие оценки.
После получения диплома средней школы Помфрет в Коннектикуте, Кеннеди продолжил своё образование в Гарвардском университете и Лондонской школе экономики, окончив Гарвардский колледж в 1976 году со степенью бакалавра искусств американской истории и литературы. Затем он получил степень доктора права в Вирджинском Университете и магистра права в университете Пейс.

## Юридическая карьера
В 1983 году Роберт был взят на работу в офис прокурора округа Нью-Йорк, давнего друга семьи Роберта М. Моргентау. В июле 1983 года Роберт со второй попытки сдал адвокатский экзамен в штате Нью-Йорк. Менее чем через год он был исключён и уволен из офиса окружного прокурора за наркотики. Он вернулся в коллегию адвокатов в 1985 году.
В сентябре 1983 года Кеннеди был обвинён в хранении героина в Южной Дакоте, когда ему стало плохо в уборной самолёта, который приземлился в Рапид Сити, Южная Дакота. В феврале 1984 он признал себя виновным в хранении героина, и был приговорён к общественным работам после курса реабилитации.
В 1984 году он в рамках отбытия общественных работ сроком на 1500 часов вступил в организацию Riverkeeper, основанную в 1966 году рыбаками города Нью-Йорк. Он работал над исковым заявлением в суд на загрязнителей реки Гудзон. После отбытия общественных работ он был нанят организацией в качестве главного адвоката. Будучи в Riverkeeper, Роберт принял на работу друга по соколиной охоте, Уильяма Вегнера, недавно признавшего себя виновным в контрабанде яиц из Австралии в нарушение законов Австралии и Соединённых Штатов. Роберт Бойль, основатель Riverkeeper и бывший президент, уволил Вегнера, но Кеннеди вновь нанял его. В знак протеста против этого восемь членов правления общества ушли с заседания и покинули его состав.
Роберт Кеннеди основал головную, координирующую и поддерживающую организацию для местных групп по охране воды под названием Waterkeeper Alliance и на протяжении многих лет являлся её председателем. В 2020 году Кеннеди покинул пост председателя Waterkeeper Alliance, чтобы посвятить себя другим задачам. К этому времени организация объединяла 350 групп в 48 странах.
С 1987 года Кеннеди служил профессором права и содиректором клиники по экологическим спорам при юридическом факультете университета Пейс. Клиника даёт возможность студентам второго и третьего года обучения попробовать себя в исках против загрязнителей реки Гудзон. Он также служит старшим адвокатом Совета по защите природных ресурсов, некоммерческой организации, базирующейся в Нью-Йорке, которая работает над совершенствованием экологических законов и ограничением эксплуатации земли.

## Политика

### Экологический активизм
В 1998 году Роберт Кеннеди, Крис Бартл и Джон Ховинг создали базирующуюся в Манхэттене компанию по производству бутилированной воды, перечисляющую всю прибыль в альянс Waterkeeper. Она была названа по имени озера en:Lake Tear of the Clouds, из которого вытекает река Гудзон. Вода продавалась под маркой Keeper Springs. В 1999 году Кеннеди заявил, что Руди Джулиани, тогдашний мэр Нью-Йорка, положил свои политические амбиции выше защиты питьевой воды Нью-Йорка, не сумев обеспечить соблюдение соглашения 1997 года о водоразделе для регулирования строительства вокруг водоёмов, обеспечивающих город питьевой водой, и что департамент Нью-Йорка по охране окружающей среды становится «агентом разрушения в водоразделе Нью-Йорка».
В апреле 2001 года Кеннеди вместе с группой товарищей был арестован за незаконное проникновение в Кэмп-Гарсия, учебный центр ВМС Соединённых Штатов на острове Вьекес, Пуэрто-Рико. Они протестовали против использования острова для учений. Этот инцидент заставил приостановить учения с боевой стрельбой более чем на 3 часа. Несмотря на усилия его адвоката, бывшего губернатора штата Нью-Йорк Марио Куомо, 18 июля 2001 года Кеннеди был приговорён судьёй Hector Лаффит к 30 дням тюремного заключения.
В феврале 2013 года, протестуя против нефтепроводов Кистоун, Кеннеди был арестован за блокирование проезда перед Белым домом во время акции протеста. Его сын Конор также был арестован.
В редакционной статье для The New York Times от 16 декабря 2005 года Кеннеди заявил: «Как эколог, я поддерживаю энергию ветра, в том числе энергии ветра в открытом море. Я также участвовал в размещении ветровых электростанций в подходящих ландшафтах, из которых много. Но я считаю, что некоторые места должны быть закрыты для любого вида промышленного развития. Я бы не стал строить ветропарк в национальном парке Йосемити. Не стал бы я его строить и на Nantucket Sound, что компания „Energy Management“ пытается сделать в проекте „Cape Wind“».
Эта позиция вызвала гнев некоторых экологов.
В 2005 году в книге консервативного писателя Питера Швейцера было заявлено, что Кеннеди якобы получал роялти от двух семейных компаний по бурению нефтяных скважин, и что он использовал частные самолёты во время чтения лекций об опасностях глобального потепления
7 июля 2007 года Кеннеди появился в Нью-Джерси на фестивале Live Earth. Его речь отрицала предполагаемую позицию энергетической отрасли, что экономика и экологическая политика исключают друг друга. Его речь закончилась словами: «И я увижу вас всех на баррикадах». По вопросу об абортах он назвал себя сторонником движения «В защиту жизни». Кеннеди также входит в совет директоров движения против аллергии.
В 2009 году Кеннеди участвовал в написании статьи под названием «The Energy of Bobby Kennedy, Jr.» для дебютного летнего выпуска журнала с экологической тематикой Above, базирующегося в Лондоне.
В мае 2010 года Кеннеди был назван одним из «Героев планеты» журнала Time в честь его успехов в оказании помощи Riverkeeper восстановить реку Гудзон.
В июне 2011 года Кеннеди появился в некоторых сценах документального фильма The Last Mountain производства Билла Хейни, со сценаристами Хейни и Питером Родоса. Фильм изображает битву в Аппалачах между местным населением и крупной компанией по добыче ископаемого топлива. В октябре 2012 года Кеннеди дал интервью по телефону газете Политико, где призвал экологов направить своё недовольство Конгрессу США, а не президенту Обама. Кеннеди считал, что Обама не «дотягивает» из-за Конгресса США, «какого ещё не бывало в американской истории». Кеннеди хотел большего внимания изменению климата на президентских выборах 2012 года, до которых оставался месяц.
3 октября 2013 года во время выступления в колледже Франклина и Маршалла Кеннеди выразил уверенность в том, что выбор между экономикой и вредным воздействием на окружающую среду является «ложным выбором».
Ранняя экологическая работа Кеннеди была показана в двух фильмах режиссёра Леса Гутмана: англ. The Hudson Riverkeepers и англ. The Waterkeepers.
В сентябре 2014 года, в интервью Climate Depot во время Народного Климатического марта в Нью-Йорке, Кеннеди выразил пожелание, чтобы был закон, наказывающий отрицателей климатических изменений. Он обвинил политиков, которые не реагируют на опасности изменения климата, в следовании своим собственным интересам. Он заявил: «Эти ребята видят лишь утверждения братьев Кох и игнорируют все рациональные доказательства, утверждая, что глобальное потепление не существует». Он обвинил братьев Кох, что они «загрязняют нашу атмосферу», и подтвердил, что считает их предателями, которые должны быть заключены в тюрьму. Впоследствии он заявил: «У братьев Кох полно денег, они вкладывают в этом году $300 миллионов в свои усилия по противодействию закону о климате. И единственная сила, которую мы имеем, это сила народа, и поэтому нам нужна эта демонстрация на улице».
В октябре 2014 года Кеннеди одобрил переизбрание Эрика Шнейдермана генеральным прокурором штата Нью-Йорк, ссылаясь на его запись по экологии. Кеннеди выразил оптимизм о партнёрстве со Шнейдерманом на его второй срок: «Я ожидаю партнёрства с Эриком в течение следующих четырёх лет на этой важной работе, и я горжусь тем, чтобы одобрил его переизбрание». Одобрение Кеннеди было подвергнуто критике со стороны Пресс-секретаря Джона Кэхилла, кандидата от Республиканской партии, баллотировавшегося против Шнейдермана.
В феврале 2015 года Кеннеди оказался в числе знаменитых выпускников Гарвардского университета, включая Натали Портман, Даррен Аронофски и Сьюзан Фалуди, написавших открытое письмо с требованием к Гарвардскому университету отказаться от $ 35,9 млрд пожертвований от угольных, газовых и нефтяных компаний.

### Антипрививочная деятельность
Кеннеди является деятельным и влиятельным активистом антипрививочного движения. С 2016 года он возглавляет основанную им самим некоммерческую организацию Children's Health Defense (первоначально World Mercury Project), распространяющую разного рода информацию о предполагаемой опасности вакцин для здоровья и указывающую на вакцины как причину «эпидемии хронических детских заболеваний». Организация вкладывала значительные деньги в свою деятельность — в 2019 году она была одним из двух крупнейших заказчиков антипрививочной рекламы в социальной сети Facebook. Тим Колфилд, профессор Университета Альберты, отмечал, что Кеннеди занимает в антипрививочном движении особое положение — само громкое имя Кеннеди и добрая репутация, завоёванная за годы экологического активизма, открывают перед ним многие двери: «у него больше возможностей получить место за любым столом, а его голос будут считать заслуживающим большего доверия».
На приход Кеннеди к антивакцинаторству оказала влияние психолог Сара Бриджес, у чьего сына был диагностирован аутизм; Бриджес, убеждённая антипрививочница, убедила Кеннеди прочитать ряд публикаций об опасности ртутьсодержащего консерванта тиомерсала, якобы вызывающего аутизм, и использовать своё влияние и опыт экологического активизма для воздействия на регулирующие органы. По воспоминаниям Кеннеди, она явилась на крыльцо его дома с пачкой бумаг и отказывалась уходить, пока Кеннеди их не прочитает. Кеннеди вошёл в антипрививочное движение и сразу же стал одним из заметных его участников в июне 2005 года, опубликовав в Rolling Stone и Salon.com статью под названием «Смертельный иммунитет», где приписал правительству заговор для сокрытия связи между тиомерсалом в вакцинах и детским аутизмом. Статья содержала ряд фактических ошибок, что вынудило Salon.com пять раз вносить поправки и в конечном счёте 16 января 2011 года полностью убрать статью. Отзыв статьи был мотивирован накапливанием доказательств ошибок и якобы научного мошенничества, лежащих в основе претензий на связь вакцин с аутизмом. Rolling Stone ещё до этого, примерно в 2010 году случайно нарушил ссылку на статью Кеннеди во время редизайна веб-сайта, однако статью не снял.
Сам автор тоже сохранил статью на своём сайте.
В 2014 году Кеннеди выпустил книгу под названием «Тиомерсал: Пусть говорит наука», где продолжил отстаивать свои прежние взгляды на консервант. В апреле 2015 года Кеннеди содействовал выходу фильма Trace Amounts, связывающий аутизм с вакцинацией. Кеннеди обсудили вопросы 24 апреля в ток-шоу Real Time with Bill Maher. При скрининге в Сакраменто, штат Калифорния, Кеннеди охарактеризовал предполагаемые случаи, когда вакцинация вызывала аутизм, как холокост. 15 февраля 2017 года Кеннеди совместно с актёром Робертом Де Ниро провёл пресс-конференцию и предложил денежную премию в 100 тысяч долларов тому, кто сможет предоставить доказательства, что вакцины с консервантами на основе ртути в ныне используемых дозах безопасны.
В январе 2017 года Кеннеди объявил, что общался с тогдашним президентом США Дональдом Трампом и получил предложение занять должность председателя некоей новой федеральной комиссии по безопасности вакцин. Кеннеди общался с сотрудниками администрации Трампа и передавал им материалы об опасности вакцин и их связи с аутизмом. Трамп и сам ранее повторял идеи о связи вакцин с аутизмом, восходящие к скандально известному исследованию Эндрю Уэйкфилда; затея с созданием комиссии федерального уровня была раскритикована научным сообществом. Так, редакция журнала Nature отмечала, что надзором за безопасностью вакцин уже занимается ряд федеральных органов, в том числе экспертный комитет при Центрах по контролю и профилактике заболеваний США и Управление по санитарному надзору за качеством пищевых продуктов и медикаментов; за все прошедшие годы ни в одном исследовании не удалось найти пропагандируемой Кеннеди связи между аутизмом и тиомерсалом, и сам тиомерсал уже не применялся как консервант ни в одной используемой вакцине. Более 350 американских медицинских организаций подписали инициированное Американской академией педиатрии протестное обращение к Трампу, выражая безоговорочную поддержку безопасности вакцин. Пресс-секретарь Белого дома Хоуп Хикс отметила, что президент лишь рассматривает возможность создания «комиссии по аутизму», но никаких конкретных решений не было принято. В 2018 году Кеннеди сообщил прессе, что эти планы были, по-видимому, заброшены — «мы нисколько не продвинулись», ему не удалось встретиться с Трампом, и правительство больше не проявляло никакого интереса к созданию комиссии.
Весной 2019 года трое других членов семьи Кеннеди — сестра Кейтлин Кеннеди-Таунсенд, брат Джозеф Патрик Кеннеди II и племянница Мэйв Кеннеди-Маккин — опубликовали в Politico открытое письмо, осуждающее антипрививочную деятельность Роберта Кеннеди-младшего; они писали, что любят «Бобби» как человека и высоко ценят его экологический активизм, но осуждают его теперешнюю деятельность как «часть кампании по атаке на институты [системы здравоохранения]», и что эта деятельность приводит к печальным последствиям — американцы боятся вакцин больше, чем болезней. Они напоминали, что предыдущие поколения семьи Кеннеди, занимавшие высокие посты, боролись за укрепление системы здравоохранения, а не разрушали её. Другая племянница Роберта Кеннеди-младшего, врач-терапевт Керри Кеннеди-Мельцер, также писала в New York Times: «я люблю моего дядю Бобби. Я восхищаюсь им по многим причинам, и в первую очередь из-за его многолетней борьбы за чистую окружающую среду. Но, когда речь заходит о вакцинах, он неправ».
С началом пандемии COVID-19 в 2020 году Кеннеди стал проповедником теорий заговора, связанных с пандемией и вакцинами. В это время он начал пользоваться намного большей популярностью в социальных сетях, чем раньше: с февраля по сентябрь 2020 года количество подписчиков Кеннеди в социальных сетях выросло с 229000 до 665000. В 2021 году некоммерческая организация «Центр противодействия цифровой ненависти» (Center for Countering Digital Hate, CCDH) включила его в число «Дюжины дезинформаторов» — двенадцати самых влиятельных активистов, от которых в сумме исходило 65 % всего антипрививочного контента, распространяемого через социальные сети. В феврале 2021 года Кеннеди был заблокирован в социальной сети Instagram за распространение дезинформации о пандемии COVID-19.
Кеннеди обвинял Энтони Фаучи — медицинского советника при президентах США Трампе и Байдене и одного из главных лиц в президентском штабе по борьбе с коронавирусом — в сговоре с фармацевтическими компаниями: якобы Фаучи частично владеет патентом на вакцину Moderna против COVID-19 и обогащается на её применении. Фаучи отверг эти обвинения. Миллиардер Билл Гейтс стал частой мишенью для Кеннеди — он изображал Гейтса в виде Доктора Зло из серии фильмов «Остин Пауэрс» или размещал в своём Instagram фотографию Гейтса с подписью «мы поместим все ваши деньги на чип, и если вы откажетесь от вакцины, мы отключим вам чип и вы будете голодать» и даже обвинял Гейтса в желании «чипировать» самих людей, вживляя им микрочипы под кожу, или «генетически модифицировать». Кеннеди уверял, будто Гейтс контролирует Всемирную организацию здравоохранения и навязывает ей свою политику вакцинации, приводящую только к распространению болезней — якобы половина случаев полиомиелита в современном мире вызвана вакцинами Гейтса. Особо большое распространение в социальных сетях получило ничем не подтверждённое заявление Кеннеди в апреле 2020 года о том, что в Индии было парализовано «496 тысяч детей» в результате испытаний «фондом Билла Гейтса» вакцины от полиомиелита — в действительности, согласно заявлению ВОЗ, полиомиелит был искоренён в Индии к 2014 году, и случаи, когда вакцина от полиомиелита вызывала бы собственно полиомиелит, приведший к параличу, чрезвычайно редки. Кеннеди присоединился к теориям заговора о вреде мобильной связи стандарта 5G, заявляя, что 5G вызывает рак, нарушения ДНК и «проникает через гематоэнцефалический барьер».
29 августа 2020 года Кеннеди выступил с речью на многотысячном митинге в Берлине, организованном немецкой конспирологической группой Querdenken 711, которая пыталась пригласить и других деятелей, которых считала своими союзниками — в том числе Дональда Трампа и Владимира Путина, но наиболее известным из прибывших деятелей стал именно Кеннеди. В произнесённой перед берлинцами речи Кеннеди выступил против 5G, Билла Гейтса и «всеобщей слежки».
В марте 2021 года Кеннеди направил 46-му президенту США Джо Байдену, сменившему Трампа, открытое письмо с заявлением о том, что вакцины от COVID-19 «причиняют травмы и смерть», ссылаясь на общедоступные данные из системы отчётности по побочным реакциям на вакцины (VAERS); под «травмами» подразумевались распространённые и признанные Центрами по контролю и профилактике заболеваний США побочные реакции наподобие головной боли и повышения температуры. Кеннеди заявлял, что считает систему VAERS несовершенной и скрывающей истинные масштабы вреда от вакцин, и требовал от Байдена вмешаться и навести порядок.

### ВИЧ-диссидентство
В своей книге («The Real Anthony Fauci: Bill Gates, Big Pharma, and the War on Democracy and Public Health») Кеннеди пишет, что у него нет позиции о связи между ВИЧ и СПИДом:347, однако посвящяет более 100 страниц цитированию ВИЧ-диссидентов таких как Питер Дюсберг, который подвергает сомнению факт выделения ВИЧ и причины возникновения СПИДа. Кеннеди пишет о существовании «догмата, что ВИЧ вызывает СПИД»:348 и «религиозной веры, что ВИЧ является единственной причиной СПИДа»,:351, а также повторяет аргументы ВИЧ-диссидентов, что никому не удалось выделить ВИЧ в чистом виде, и что нет исследования, научно подтверждающего гипотезу о связи со СПИДом:348. Он также повторяет ложное утверждение, что первый препарат для лечения СПИДа азидотимидин «совершенно смертелен»:332 из-за его «ужасной токсичности»:298. Молекулярный биолог Дэн Уилсон утверждает, что Кеннеди в полной мере является ВИЧ-диссидентом. Эпидемиолог Тара Смит утверждает, что книга Кеннеди даже почти доходит до отрицания микробной теории болезней, цитируя отрывок, где Кеннеди пишет, что Луи Пастер якобы умирая отрёкся от своей теории в пользу теории Антуана Бешама — неподтверждённое утверждение, часто приводимое отрицателями микробной теории болезней.

### Политическая деятельность и участие в выборах
Семейство Кеннеди на протяжении поколений было связано с Демократической партией, так что и Роберт Кеннеди обычно выступал в поддержку демократических кандидатов. На президентских выборах 2004 года он поддерживал Джона Керри на американских президентских выборах 2004 года, особо хвалил приверженность кандидата экологической повестке, и критиковал Джорджа Буша. В статье, опубликованной в выпуске Rolling Stone от 5 июня 2006 года, под названием «Были ли выборы 2004 украдены?», Кеннеди заявлял, что Республиканская партия «украла» выборы 2004 года — победить должен был Керри, а не Буш. Статью Кеннеди критиковали за спекуляции и некритический пересказ заявлений из сомнительных источников; Кеннеди впрочем, подробно отвечал на эту критику.
На президентских выборах 2008 года Кеннеди и его сёстры Керри и Кэтлин выступали в поддержку Хиллари Клинтон, тогда как другие члены семейства Кеннеди поддерживали Барака Обаму; впрочем, когда Клинтон снялась с выборов, Роберт Кеннеди высказывался и в поддержку Обамы.
Кеннеди поддержал переизбрание Барака Обамы. И Обама, и Митт Ромни стремились сделать США менее зависимыми от иностранной нефти путём дальнейшего развития внутренних энергетических ресурсов. Кеннеди, однако, считал планы президента Обамы и Ромни существенно различными. Он считал, что Ромни был прежде всего заинтересован в оказании помощи своим союзникам в традиционной энергетике.

### Взгляды на внешнюю политику
Роберт Кеннеди-младший много писал о вопросах внешней политики, начиная со статьи «Несчастная Чили» (англ. Poor Chile), опубликованной в 1974 году в «Atlantic Monthly», обсуждающей переворот против чилийского президента Сальвадора Альенде. Его перу принадлежит редакционная статья против казни пакистанского президента Зульфика́ра Али́ Бху́тто генералом Зия-уль-Хаком. В 1975 году он опубликовал в «The Wall Street Journal» статью, критикующую использование убийств в качестве инструмента внешней политики. В 2005 году он написал статью для Los Angeles Times, порицающую практику использования пыток при президенте Буше. Сенатор Эдвард Кеннеди опубликовал эту статью в «Congressional Record», официальном издании Конгресса США.
В 2013 году Кеннеди написал статью для «Rolling Stone», раскрывающую борьбу президента Джонна Кеннеди с собственным аппаратом военных и спецслужб, чтобы предохранить Америку от превращения в воинственную и империалистическую державу.
23 февраля 2016 года в журнале Politico была опубликована его статья о причинах гражданской войны в Сирии. В ней Кеннеди подверг критике политику Барака Обамы, Джозефа Байдена, Хиллари Клинтон и Джона Керри в отношении Сирии, а также большинства его предшественников, включая 34-го президента США Дуайта Эйзенхауэра (президент США в 1953—1961 годов, предшественник Джона Кеннеди), братьев Даллесов (государственные деятели в 1950-х годах — директор ЦРУ Аллен Даллес и госсекретарь Джон Фостер Даллес), 40-го президента США Рональда Рейгана, Бушей (Джордж Буш-старший и Джордж Буш-младший), Дика Чейни, Теда Круза, Марко Рубио (Тед Круз и Марко Рубио — сенаторы-республиканцы, пытавшиеся баллотироваться на пост президента в 2015—2016 годах, но проигравшие Дональду Трампу в праймериз).
В статье он утверждал, что сирийский режим является более прогрессивным, умеренным и светским, чем суннитские монархии, что враждебность США к нему объясняется лоббированием нефтяных компаний, недовольных тем, что президент Сирии Асад отверг строительство выгодного им и местным суннитским монархиям трубопровода из Катара и предпочёл постройку выгодного России трубопровода из Ирана через Ливию. Он заявил, что восстание в Сирии готовилось совместными усилиями спецслужб США, Саудовской Аравии и Израиля, и что эта политика привела к появлению ИГИЛ. В противовес этому Кеннеди призвал к возвращению к идеалам отцов-основателей США и борьбе против военно-нефтяных монополий.

### Россия и Украина
По поводу российско-украинского конфликта Кеннеди заявил, что «давайте будем честны: это война США против России, направленная, по сути, на то, чтобы принести в жертву цветущую украинскую молодёжь на бойне смертей и разрушений ради геополитических амбиций неоконсерваторов». По его словам, Россия неоднократно предлагала урегулировать конфликт, а Минские соглашения по прошествии многих лет выглядят «выгодной сделкой». Он добавил, что цель администрации Байдена в конфликте — истощить российские силы и «натравить на них украинцев». По его мнению, США нарушили обещание не расширять НАТО на Восток, а также «поддержали государственный переворот в 2014 году против демократически избранного правительства Украины».
Во время подкаста с Джорданом Питерсоном в июне 2023 года Кеннеди заявил, что США превратили Украину в «скотобойню», на которой погибло более 350 тысяч украинцев и что американское правительство лжёт об истинном количестве погибших. Также он добавил, что это была «схема по отмыву денег» для американского военно-промышленного комплекса.

### Притязания в политике
Впервые Роберт Кеннеди заявил о стремлении занять выборный пост в 2000 году, когда он хотел баллотироваться на пост сенатора Соединённых Штатов от Нью-Йорка. Передумав баллотироваться на тех выборах, он решил участвовать в выборах Генерального Прокурора в 2005 году. Оценив способности привлекать внимание СМИ своего тогдашнего зятя, Эндрю Куомо, с которым он мог столкнуться на этих выборах, Роберт снова решил не идти на выборы, несмотря на то, что он мог бы быть на них лидером.
В интервью «O, The Oprah Magazine», которое он дал в 2007 году, он заявил, что мог бы претендовать на место сенатора от Нью-Йорка, если бы Хиллари Клинтон освободила его, победив на президентских выборах. Этот пост занимал его отец до того, когда был убит. Хотя Клинтон, проиграв выборы, освободила пост сенатора в обмен на пост Государственного секретаря, 2 декабря 2008 года Роберт заявил, что не хочет избираться в Сенат, так как это отняло бы у него слишком много времени, которое он хотел проводить с семьёй.

### Президентская кампания 2024 года
3 марта 2023 года в речи в Нью-Гэмпшире Кеннеди заявил, что рассматривает возможность баллотироваться на пост президента в 2024 году, сказав: «Я думаю об этом. Я преодолел самое большое препятствие, заключающееся в том, что моя жена дала зелёный свет».
5 апреля 2023 года выдвинул свою кандидатуру в президенты от Демократической партии на президентских выборах 2024 года. Тем самым стал четвёртым членом семьи, претендующим на пост президента Соединённых Штатов.
9 октября 2023 года объявил о выходе из Демократической партии и выдвижении кандидатуры на пост президента в качестве независимого кандидата. Он лидирует как кандидат в президенты в рейтинге благосклонности избирателей.
23 августа 2024 года частично вышел из президентской гонки, сняв кандидатуру в ключевых штатах (что практически приводит к невлиянию на конкуренцию между основными кандидатами), и поддержал кандидатуру Дональда Трампа. Тем не менее, на выборах около 700 тыс. избирателей проголосовали за кандидатуру Кеннеди.

### Взгляды на убийство Джона Кеннеди и комиссию Уоррена
Вечером 11 января 2013 года Чарли Роуз взял интервью у Роберта Кеннеди-младшего и его сестры Рори в Далласе в опере Винспера. Это было частью годичной программы мэра Майка Ролингса, отмечающей жизнь и президентство Джона Ф. Кеннеди. Роберт Ф. Кеннеди-младший сказал, что он убеждён, что Ли Харви Освальд не несёт ответственность за убийство его (Роберта-младшего) дяди — президента Джона Ф. Кеннеди; он также отметил, что его отец Роберт Кеннеди был «полностью убеждён», что к убийству его брата были причастны не Х. Освальд, а другие, и в частном порядке выражал мнение, что доклад комиссии Уоррена был «низкопробным собранием подтасовок».

## Медийная деятельность
Кеннеди вместе с Майком Папантонио являлся соведущим передачи «Кольцо огня», которая транслировалась на радиостанции Air America Radio (ныне несуществующей), несмотря на то, что Кеннеди страдает от спазматической дисфонии, расстройства, которое делает голос дрожащим и речь трудноразличимой. «Кольцо огня» теперь синдицировано независимо[что?].
Кеннеди написал несколько книг и статей по вопросам охраны окружающей среды. Его статьи публиковались в таких изданиях, как The New York Times, The Washington Post, Los Angeles Times, Wall Street Journal, Newsweek, Rolling Stone, Atlantic Monthly, Esquire, The Nation, Outside magazine и The Village Voice.

## Семейная жизнь
Кеннеди был женат трижды.
Первый брак с Эмили Рут Блэк был заключён 3 апреля 1982. У них было двое детей: Роберт Фрэнсис Кеннеди III (род 1984) и Кэтлин Кеннеди (родилась 13 апреля 1988). Брак распался 25 марта 1994.
Через три недели после развода с Эмили, 15 апреля 1994 года, Кеннеди женился на Мэри Кэтлин Ричардсон на борту научного судна, исследовавшего Гудзон. У них было четверо детей: Конор Ричардсон Кеннеди (1994 г.р.), Кайра Лемуан Кеннеди (1995 г.р.), Уильям Финбар Кеннеди (родился 1997), и Эйден Caohman Вьекес Кеннеди (родился 2001). 12 мая 2010 года Кеннеди подал на развод с Мэри, а через три дня она была обвинена в вождении в нетрезвом виде. 16 мая 2012 года Мэри была найдена мёртвой в своём доме на принадлежащем ей участке в Моунт Киско, Нью-Йорк; смерть, по заключению судмедэксперта округа Вестчестер, была самоубийством от удушья в результате повешения.
Его последний брак был заключён с актрисой и режиссёром Шерил Хайнс. О помолвке было объявлено в конце апреля 2014 года, свадьба прошла 2 августа 2014 года, в резиденции Кеннеди в Хайаннис-Порт, штат Массачусетс.

## Личная жизнь
В 1983 году 29-летний Кеннеди был арестован в аэропорту Рапид-Сити, Южная Дакота, за хранение героина. В его ручной клади обнаружили 182 мг наркотика. Признав свою вину, Кеннеди был приговорён судом под председательством судьи Маршалла, П. Янга к двум годам условно, периодическим тестам на употребление наркотиков, лечению в обществе анонимных наркоманов, и 1500 часам общественных работ.
Кеннеди лицензирован как мастер-сокольник, и был президентом Нью-Йоркской ассоциации сокольников. Он тоже заядлый рафтер и провёл несколько рафтинг-туров в Канаде и Центральной Америке. Он появился в документальном фильме IMAX англ. Grand Canyon Adventure: River at Risk, плывя вдоль Гранд-Каньона со своей дочерью Кик и антропологом Уэйдом Дэвисом.

#### Политические книги
- Kennedy, Jr., Robert F. Judge Frank M. Johnson, Jr: A biography. — Putnam, 1978. — ISBN 0-399-12123-4.
- Cronin, John; Robert F. Kennedy, Jr. The Riverkeepers: Two Activists Fight to Reclaim Our Environment as a Basic Human Right. — New York: Scribner, 1999. — 304 p.
- Kennedy, Jr., Robert F. Crimes Against Nature: How George W. Bush and His Corporate Pals Are Plundering the Country and Highjacking Our Democracy. — New York: HarperCollins, 2005. — 256 p. — ISBN 0-06-074687-4.
- M.D. Mark Hyman (Preface), Martha R Herbert PhD MD (Introduction). Thimerosal: Let the Science Speak: The Evidence Supporting the Immediate Removal of Mercury--a Known Neurotoxin--from Vaccines / Jr. Robert F. Kennedy. — Skyhorse Publishing, 2014.
- Horsemen of the Apocalypse: The Men Who are Destroying Life on Earth — and What It Means for Our Children 2017
- American Values: Lessons I Learned from My Family 2018
- Climate in Crisis: Who’s Causing It, Who’s Fighting It, and How We Can Reverse It Before It’s Too Late 2020 978-1510760561
- Real Anthony Fauci: Bill Gates, Big Pharma, and the Global War on Democracy and Public Health (Children’s Health Defense) 2021 — ISBN 1510766804
- The Wuhan Cover-Up: And the Terrifying Bioweapons Arms Race (Children’s Health Defense) 2023
- Vax-Unvax: Let the Science Speak (Children’s Health Defense)
- Plague of Corruption: Restoring Faith in the Promise of Science (Children’s Health Defense)
- A Letter to Liberals: Censorship and COVID: An Attack on Science and American Ideals

#### Детские книги
- Kennedy, Jr., Robert F.; Dennis Nolan (иллюстрации). St. Francis of Assisi: A Life of Joy. — Hyperion, 2004. — ISBN 978-0-7868-1875-4.
- Kennedy, Jr., Robert F. Robert F. Kennedy Jr.'s American Heroes: The Story of Joshua Chamberlain and the American Civil War. — New York: Hyperion, 2007. — 48 p. — ISBN 978-1-4231-0771-2.

### Книги о Роберте Фрэнсисе Кеннеди-младшем
- The Real RFK Jr.: Trials of a Truth Warrior

### Статьи
- Почему арабы не желают нас видеть в Сирии
- RFK, Jr. Urges FDA to Slow Down COVID Vaccine Approval Process // By Children's Health Defense[англ.] Team, Dec. 8 2020
- Sausage Making at FDA: How Human Cancer Cells Got Into Vaccines // By Robert F. Kennedy, Jr., на Children's Health Defense[англ.], Dec. 10 2020
- Posts in facebook